# جون أوبريغون
جون أدولفو أوبريغون كوينيونيز (بالإسبانية: Jhon Adolfo Obregón Quiñones) المعروف باسم جون أوبريغون (مواليد 8 فبراير 1990 في كالي، كولومبيا) هو لاعب كرة قدم كولومبي يجيد اللعب في مركز الوسط المهاجم وبدرجة أقل الجناح الأيمن والأيسر. يلعب حاليا لصالح أياكوتشو الذي ينافس في الدوري البيروفي منذ 2018.

## روابط خارجية
- جون أوبريغون على موقع قاعدة بيانات كرة القدم.إي يو (الإنجليزية)
- جون أوبريغون على موقع Soccerway.com (الإنجليزية)
- جون أوبريغون على موقع AS.com (الإسبانية)